# Cmentarz wojenny we Vladslo
Cmentarz wojenny we Vladslo – cmentarz wojenny położony niedaleko belgijskiego miejscowości Vladslo. 
Cmentarz został założony w trakcie trwania I wojny światowej podczas walk wojsk niemieckich na terenie Belgii. Do 1918 roku pochowano tu ciała 3 233 żołnierzy. 
W 1956 roku do Vladslo przeniesiono kilka mniejszych okolicznych cmentarzy – współcześnie we Vladslo spoczywa 25 644 poległych. 
Cmentarz podzielony jest na dziesięć symetrycznie rozmieszczonych kwater z granitowymi kamieniami i sporadycznie bazaltowymi krzyżami znaczącymi groby. Każdy nagrobek symbolizuje do 20 poległych żołnierzy, a na tablicach nagrobnych znajdują się dane poległych: imię i nazwisko, ranga lub stopień wojskowy, a także data śmierci. 
Cmentarz podlega administracji Niemieckiej Komisji Cmentarzy Wojennych (niem. Volksbund Deutsche Kriegsgräberfürsorge), której celem jest nadzór oraz opieka nad niemieckimi cmentarzami wojennymi w Europie i Afryce Północnej.

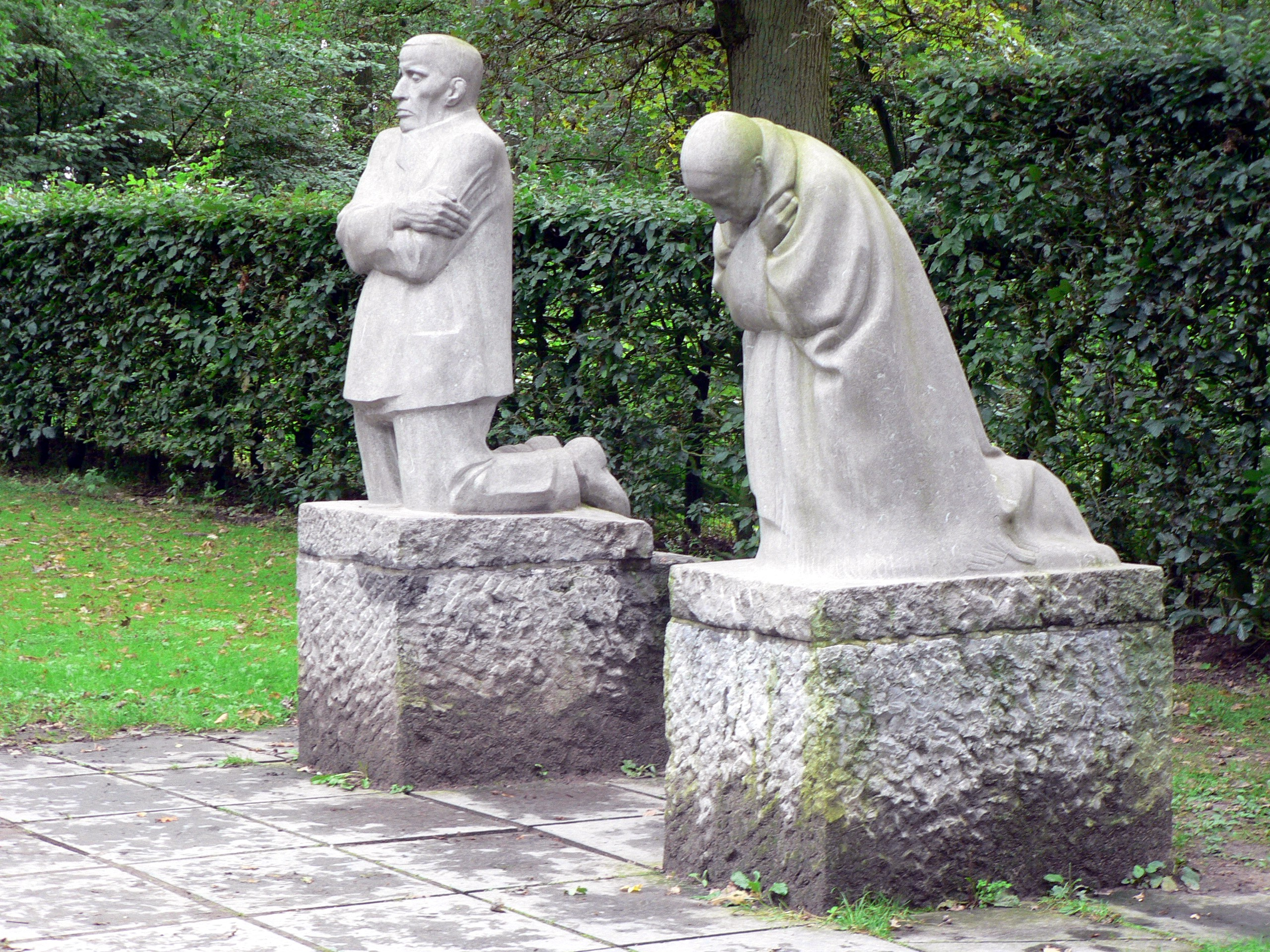
Rzeźba Opłakujący rodzice projektu Käthe Kollwitz, 1932

Na cmentarzu znajdują się rzeźby Opłakujących rodziców projektu niemieckiej rzeźbiarki Käthe Kollwitz, które upamiętniają jej 17-letniego syna Petera, który poległ podczas I bitwy pod Ypres w październiku 1914 roku i spoczywa na cmentarzu we Vladslo.